# Umělecké plavání na mistrovství Evropy v plaveckých sportech 2006
Závody v uměleckém (synchronizovaném) plavání na mistrovství Evropy v plaveckých sportech za rok 2006 proběhly v Budapešti v Maďarsku ve dnech 26. července až 6. srpna 2006.

## Česká stopa
V disciplíně sólo startovalo 20 závodnic – Soňa Bernardová (*1976) z TJ Tesla Brno obsadila 10. místo.
V disciplíně dvojic startovalo 18 dvojic – Soňa Bernardová (*1976) z TJ Tesla Brno a Alžběta Dufková (*1990) z TJ Tesla Brno obsadily 8. místo.
V disciplíně KOMBO startovalo 11 týmů – Soňa Bernardová (*1976) z TJ Tesla Brno, Eva Burdová (*1991) z TJ Tesla Brno, Alžběta Dufková (*1990) z TJ Tesla Brno, Lenka Halousková (*1990) z TJ Tesla Brno, Tereza Hrbáčová (*1988) z TJ Tesla Brno, Tereza Hrdličková (*1989) z TJ Tesla Brno, Denisa Hrubá (*1989) z TJ Tesla Brno, Tereza Ilková (*1990) z TJ Tesla Brno, Daniela Kincová (*1989) z TJ Tesla Brno a Romana Kohutková (*1989) z TJ Tesla Brno obsadily 6. místo.

## Výsledky

### Individuální disciplíny
| Ženy | Zlato                    | Zlato  | Stříbro                | Stříbro | Bronz                       | Bronz  |
| ---- | ------------------------ | ------ | ---------------------- | ------- | --------------------------- | ------ |
| Sólo | Natalija Iščenková (RUS) | 98,400 | Gemma Mengualová (ESP) | 97,700  | Natalia Anthopulosová (GRE) | 93,900 |

### Týmové disciplíny
| Ženy    | Zlato | Zlato  | Stříbro | Stříbro | Bronz | Bronz  |
| ------- | --- | ------ | --- | ------- | --- | ------ |
| Dvojice | Rusko (RUS) (Anastasija Davydovová, Anastasija Jermakovová) | 98,800 | Španělsko (ESP) (Gemma Mengualová, *Paola Tiradosová *Andrea Fuentesová) | 97,500  | Řecko (GRE) (Eleftheria Ftulisová, Evanthia Makryjannisová) | 94,000 |
| Tým     | Rusko (RUS) (Mariya Gromovová, Natalija Iščenková, Elvira Chasjanovová, Olga Kuželová, Anna Nasekinová, Jelena Ovčinnikovová, Svetlana Romašinová, Anna Šorinová)                                                | 98,800 | Španělsko (ESP) (Alba Cabellová, Raquel Corralová, Andrea Fuentesová, Tina Fuentesová, Laura Lópezová, Gisela Morónová, Irina Rodríguezová, Paola Tiradosová)                                       | 97,300  | Itálie (ITA) (Alessia Bigiová, Elisa Bozzová, Manila Flaminiová, Benedetta Reová, Sara Sgarziová, Federica Tommasiová, *Francesca Gangemiová, *Mariangela Perrupatová, *Dalila Schiesarová, *Virna Tacconeová) | 93,600 |
| KOMBO   | Rusko (RUS) (Anastasija Davydovová, Anastasiya Jermakovová, Marija Gromovová, Natalija Iščenková, Elvira Chasjanovová, Olga Kuželová, Anna Nasekinová, Jelena Ovčinnikovová, Svetlana Romašinová, Anna Šorinová) | 97,900 | Španělsko (ESP) (Alba Cabellová, Raquel Corralová, Andrea Fuentesová, Tina Fuentesová, Thaïs Henríquezová, Laura Lópezová, Gemma Mengualová, Gisela Morónová, Irina Rodríguezová, Paola Tiradosová) | 95,900  | Itálie (ITA) (Alessia Bigiová, Elisa Bozzová, Manila Flaminiová, Francesca Gangemiová, Mariangela Perrupatová, Benedetta Reová, Dalila Schiesarová, Sara Sgarziová, Virna Tacconeová, Federica Tommasiová)     | 93,500 |

## Medailová bilance
V uměleckém plavání se rozdělily celkem 4 sady medailí.
| Pořadí | Stát            |       | Muži    | Muži  | Muži  |         | Ženy  | Ženy  | Ženy    |       | Muži + Ženy | Muži + Ženy | Muži + Ženy | Celkem |
| Pořadí | Stát            | Zlato | Stříbro | Bronz | Zlato | Stříbro | Bronz | Zlato | Stříbro | Bronz |             |             |             | Celkem |
| ------ | --------------- | ----- | ------- | ----- | ----- | ------- | ----- | ----- | ------- | ----- | ----------- | ----------- | ----------- | ------ |
| 1.     | Rusko (RUS)     |       | 0       | 0     | 0     |         | 4     | 0     | 0       |       | 4           | 0           | 0           | 4      |
| 2.     | Španělsko (ESP) |       | 0       | 0     | 0     |         | 0     | 4     | 0       |       | 0           | 4           | 0           | 4      |
| 3.     | Itálie (ITA)    |       | 0       | 0     | 0     |         | 0     | 0     | 2       |       | 0           | 0           | 2           | 2      |
| 4.     | Řecko (GRE)     |       | 0       | 0     | 0     |         | 0     | 0     | 2       |       | 0           | 0           | 2           | 2      |
| Celkem | Celkem          |       | 0       | 0     | 0     |         | 4     | 4     | 4       |       | 4           | 4           | 4           | 12     |